# Religión en Túnez

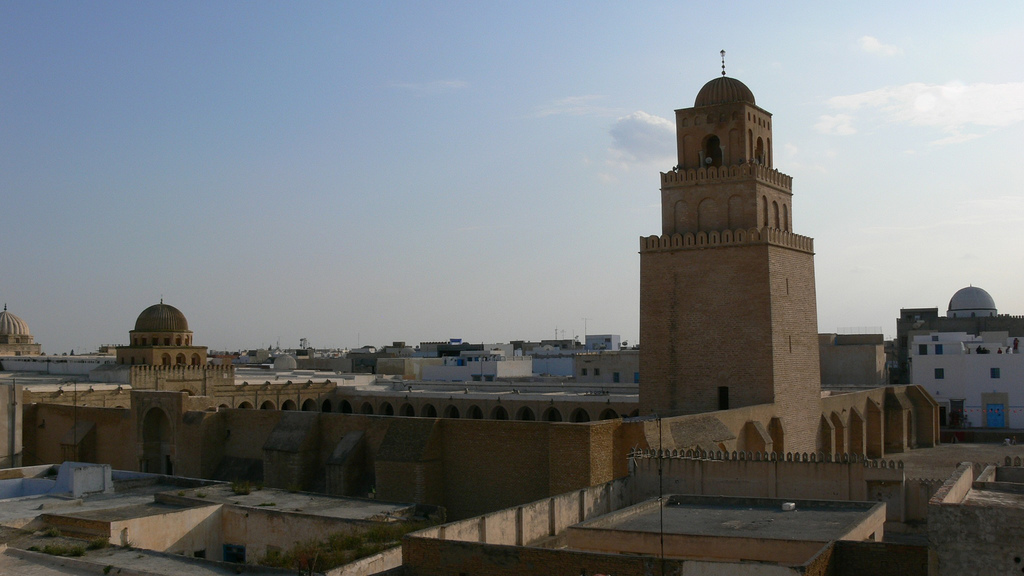
esta es una imagen de la Mezquita Okba Ibn Nafi, en Kairuán en Túnez.

La principal religión en Túnez es el Islam, estimándose que aproximadamente un 99% de la población se identifican como musulmanes.
El país también tiene seguidores del cristianismo, judaísmo y Bahai. Mientras que la constitución del país declara al islam como la religión estatal, está también garantiza la libertad de credo, pero la ley establece ciertas restricciones en relación con el resto de religiones.
Túnez tiene reputación por ser un país con tolerancia y apertura a otras culturas.